# 사라진 여성
| 여성이 더 많은 국가 여성과 남성의 수가 거의 비슷한 국가 남성이 더 많은 국가 자료 없음 |

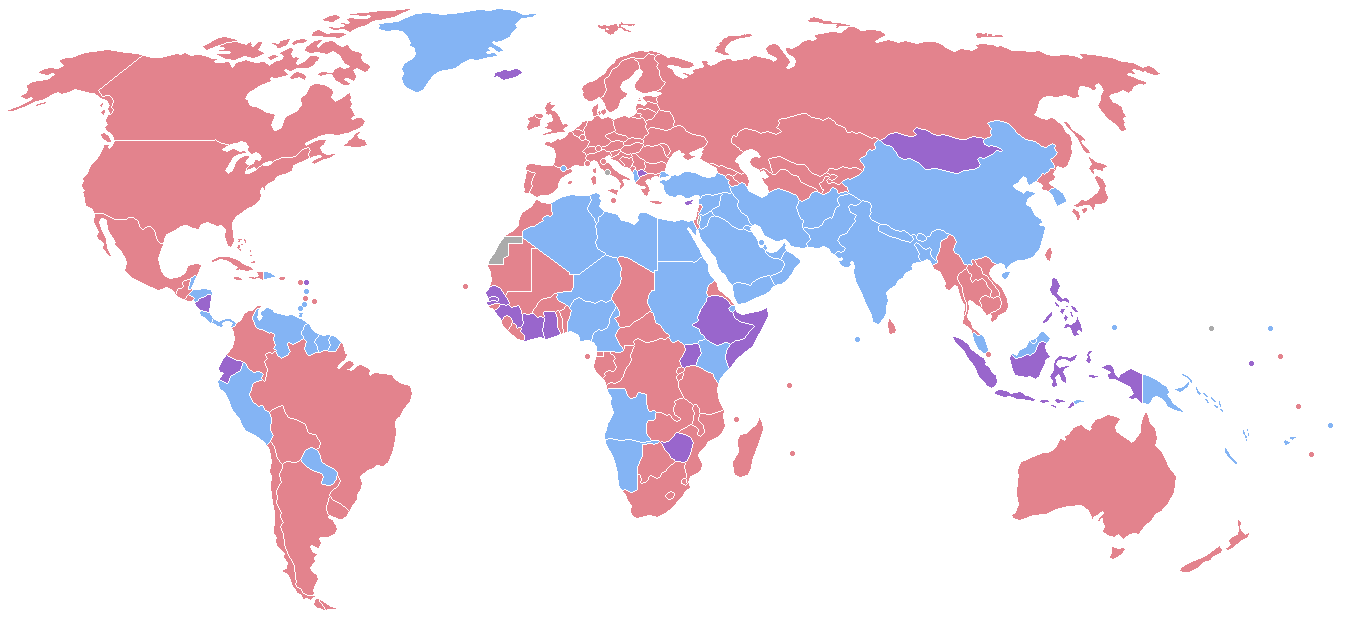
국가별 성비 (2012)

사라진 여성(missing women)은 특정 지역이나 나라에서 정상적으로 기대되는 여성의 인구에 실제 여성 인구가 못 미치는 현상을 표현하기 위해 고안된 용어이다. 개발경제학자 아마르티아 센이 이 용어를 처음 사용하였다. 남성과 여성의 성비 측정을 통하여 이러한 현상을 실제로 측정할 수 있다. 이러한 현상의 원인으로는 성별 선택적인 낙태, 여자 어린이에 대한 살해, 여성의 건강을 위한 영양과 의료 공급의 부재 등이 꼽힐 수 있다.

## 같이 보기
- 성 차별
- 재생산건강